# Þjórsárdalur

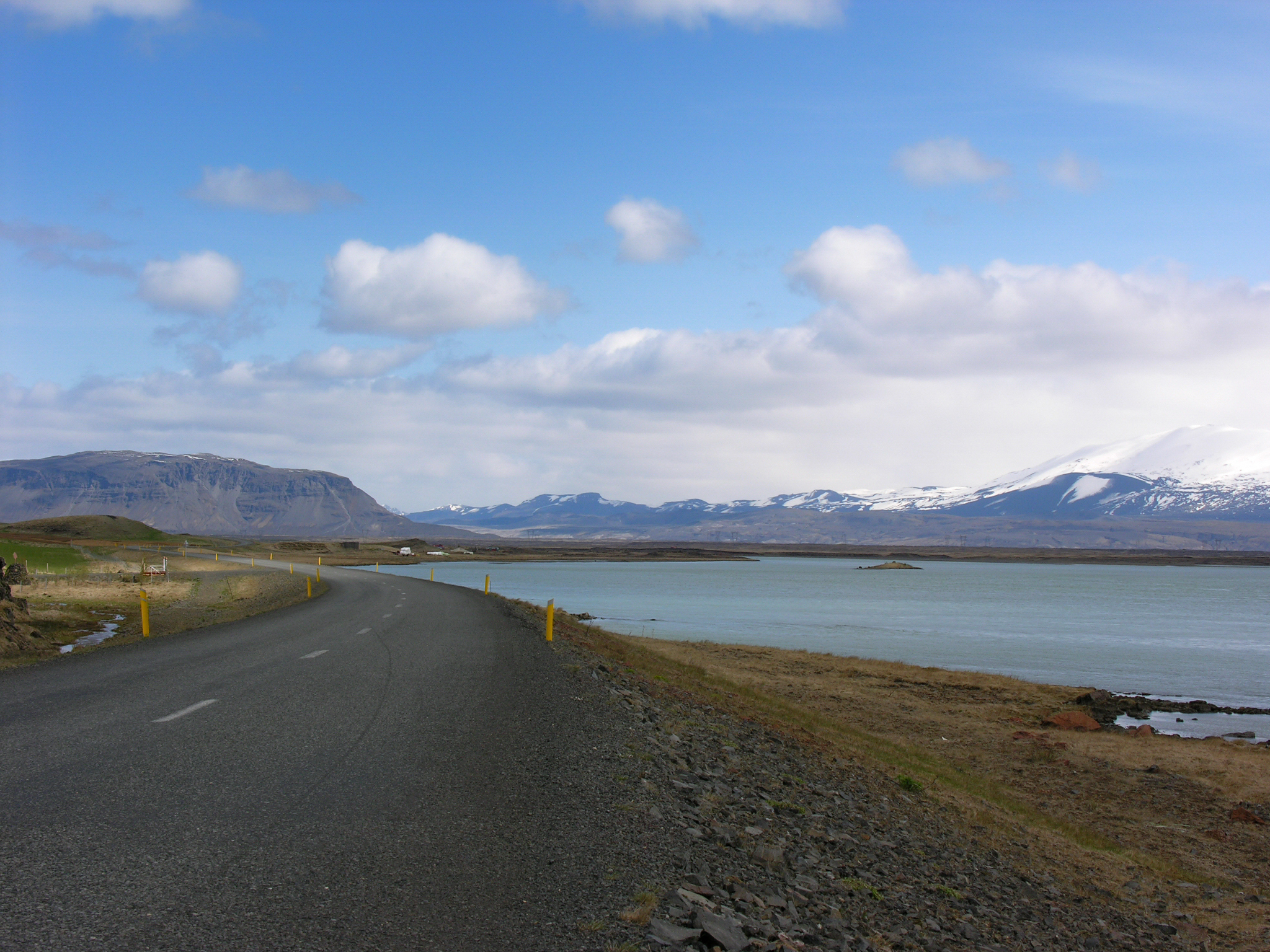
Þjórsárdalur con Búrfell (Þjórsárdal) a sinistra e l'Hekla a destra

Þjórsárdalur è una valle in Árnessýsla, Islanda, situata fra il monte Búrfell lungo il corso del fiume Þjórsá ad est e il monte Skriðufell ad ovest. Nelle vicinanze si trovano vulcani come l'Hekla e il complesso di  Vatnaöldur, il quale produce la più grande distesa di lava conosciuta in Islanda. 
Nella valle si trovano Þjóðveldisbærinn Stöng, Gjáin, Háifoss e Vegghamrar.

## Geografia e natura
Þjórsárdalur è divisa in due bacini: quello ad est è chiamato Rauðukamba; quello ad ovest è chiamato Bergólfsstaðaá (in direzione del fiume Sandá).
All'interno delle due valli vi è il monte Fossalda, e ad est del fiume vi sono le Stangarfell. La montagna successiva, in direzione sud-ovest, è il monte Skeljafell; dopo questa, vi è il Sámsstaðamúli, ed infine il Búrfell. Le valli si uniscono nel fondo della zona a sud. Ad ovest di Fossöldu vi sono i monti Flóamannafjöll, poi Dímon, Selhöfði, Skriðufell e Ásólfsstaðafjall. Sotto le Hagafjall vi sono i promontori di Bringa e di Gaukshöfði.